# Амасія (Армавір)
Амасія (вірм. Ամասիա) — село в марзі Армавір, на заході Вірменії. Село розташоване за 9 км на південний захід від міста Армавір, за 2 км на захід від села Нор Армавір, за 3 км на північний захід від села Налбандян та за 4 км на схід від села Ушакерт.